# Ayao Komatsu
Ayao Komatsu (小松 礼雄, Komatsu Ayao; Tokio, 28 januari 1976) is een Japanse Formule 1-engineer en teambaas. Sinds januari 2024 is hij teambaas van het Haas F1 team, waar hij voorheen Director of Engineering was.
Komatsu vertrok in 1995 richting het Verenigd Koninkrijk en studeerde Automotive Engineering en Vehicle Dynamics aan de Loughborough University. In 2003 ging hij als bandenspecialist aan de slag bij British American Racing, om drie jaar later over te stappen naar Renault. Hij werd daar race-engineer van coureur Romain Grosjean. Toen Grosjean in 2016 naar Haas vertrok, ging Komatsu met hem mee.
- Bibliotheek van het Japanse parlement: 001321868
- Virtual International Authority File: 42156131049358312220